# Helmut Hönl

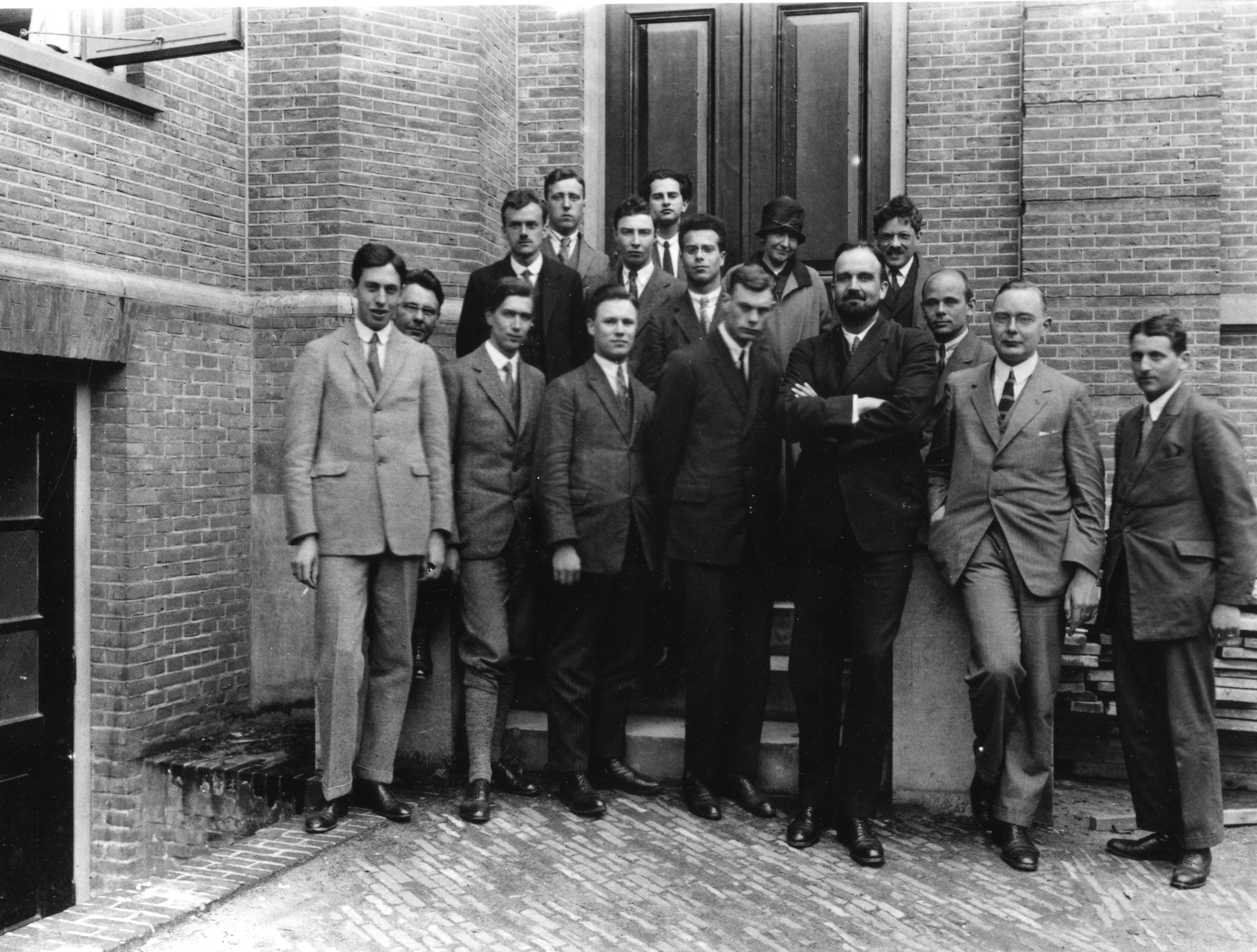
Hönl (3. v l.) 1926 in Leiden

Helmut Hönl (* 10. Februar 1903 in Mannheim; † 29. März 1981  in Freiburg im Breisgau) war ein deutscher theoretischer Physiker.
Hönl studierte ab 1921 Physik an der Universität Heidelberg (wo er auch Mathematik, Geologie und Mineralogie hörte und bei Karl Jaspers und Heinrich Rickert Philosophie) und der Ludwig-Maximilians-Universität München, wo er bei Arnold Sommerfeld 1926 promoviert wurde (Zum Intensitätsproblem der Spektrallinien). Außerdem studierte er ein Jahr in Göttingen unter anderem bei Max Born. Als Post-Doktorand war er ein Jahr mit einem Stipendium an der Universität Utrecht und danach kurze Zeit Assistent von Gustav Mie in Freiburg. 1929 wurde er Assistent von Paul Peter Ewald an der TH Stuttgart. 1933 wurde er dort habilitiert und Privatdozent. 1940 wurde er außerordentlicher Professor an der Universität Erlangen und 1943 ordentlicher Professor für theoretische Physik an der Albert-Ludwigs-Universität Freiburg. 1971 emeritierte er.
Er befasste sich unter anderem mit Atomphysik (Arbeiten in der älteren Quantentheorie über die Intensität der Linien des Zeemaneffekts, wie gleichzeitig Samuel Goudsmit, Ralph Kronig), Festkörperphysik (in der Zeit bei Ewald), Allgemeine Relativitätstheorie und Kosmologie. Hier zeigte er, dass das Machsche Prinzip nur durch bestimmte Klassen von kosmologischen Lösungen der Einsteinschen Gravitationstheorie erfüllt wird.
Er arbeitete unter anderem mit Fritz London (in den 1920er Jahren über die Intensität von Spektrallinien), Carl Henry Eckart und Achille Papapetrou (in Stuttgart über Relativitätstheorie). Mit Papapetrou stellte er 1938 stellte er ein Elektronenmodell (Pol-Dipol-Teilchen) auf, in dem ein punktförmiges Elektron auf einem Kreis mit Radius {\displaystyle {\frac {h}{(4\pi mc)}}} – dem Hönlschen Zitterradius – mit Lichtgeschwindigkeit umläuft. 
Zu seinen Doktoranden zählt Hubert Goenner.
Er war seit 1961 Mitglied der Leopoldina.